# From the Pinnacle to the Pit
From the Pinnacle to the Pit è una canzone del gruppo rock svedese Ghost . La traccia è stata pubblicata come secondo singolo dal terzo album in studio del gruppo Meliora .

## Il brano
Un Nameless Ghoul ha definito From the Pinnacle to the Pit una "canzone basata su un riff davvero martellante, in stile Led Zeppelin" e "qualcosa che suonerebbe alla grande uscendo da un'autoradio nel parcheggio di una scuola superiore americana". La canzone è stata rilasciata il 17 luglio 2015.

## Video musicale
Il video musicale della canzone è stato diretto da Zev Deans, ed è stato girato in uno stile che ricorda i film muti degli anni '20 (con un particolare riferimento a Metropolis). Nel video, uno studente viene mandato nell'ufficio del preside solo per vedere come l'uomo può sfruttare il potere di un dio. Lo studente si trasforma in un uomo onnipotente che disprezza ciò che è diventato, trasformandosi alla fine in Papa Emeritus III.

## Formazione
- Papa Emeritus III - voce
- Nameless Ghouls - tutti gli strumenti: chitarra solista, basso, tastiera, batteria, chitarra ritmica